# Bissandugu
Bissandugu (em francês: Bissandougou) é uma cidade, hoje situada no sudoeste da atual Guiné, que no passado serviu como sede do conquistador Samori Turé.